# Leodis McKelvin
Leodis Anquan McKelvin (Waycross, 1º settembre 1985) è un ex giocatore di football americano statunitense che ha militato nei ruoli di cornerback e i kick returner nella National Football League (NFL). Fu scelto nel corso del primo giro (11º assoluto) del Draft NFL 2008 dai Buffalo Bills. Al college ha giocato a football alla Troy University.

## Carriera professionistica

### Buffalo Bills
McKelvin fu scelto come undicesimo assoluto del Draft 2008 dai Buffalo Bills. Il 26 luglio firmò un contratto quinquennale del valore di 19,4 milioni di dollari. McKelvin ebbe subito immediato impatto grazie alle sue abilità come ritornatore, segnando un touchdown su ritorno di kickoff nella sua stagione da rookie. Nella stagione 2012 segnò due touchdown su ritorni da punt, arrivando a quota 5 touchdown totali su ritorno in carriera.
Il 9 marzo 2013, McKelvin firmò un nuovo contratto quadriennale del valore di 20 milioni di dollari coi Bills, 7,5 milioni dei quali garantiti. La sua stagione terminò con 72 tackle, un intercetto e un fumble forzato.

## Palmarès
- First-team All-Pro: 2

2008, 2012
- PFWA All-Rookie Team - 2008

## Statistiche
| Partite totali      | 79  |
| Partite da titolare | 46  |
| Tackle              | 237 |
| Sack                | 0   |
| Intercetti          | 7   |
| Touchdown           | 5   |

Statistiche aggiornate alla stagione 2013